# Oye Lucky! Lucky Oye!
Oye Lucky! Lucky Oye! è un film del 2008 diretto da Dibakar Banerjee.